# Liste der Schiffe der United States Navy/C

## C
- USS C-1 (SS-9)
- USS C-2 (SS-13)
- USS C-3 (SS-14)
- USS C-4 (SS-15)
- USS C-5 (SS-16)
- USS C. F. Sargent ()
- USS C. P. Williams ()
- USS C. W. Morse ()

## Ca
- USS Cabana ()
- USS Cabell ()
- USS Cabezon (SS-334)
- USS Cabildo (LSD-16)
- USS Cable (ARS-19)
- USS Cabot (1775, CVL-28)
- USS Cabrilla (SS-288)
- USS Cacapon ()
- USS Cachalot (SS-170)
- USS Cache (AOT-67)
- USS Cacique ()
- USS Cactus ()
- USS Caddo Parish (LST-515)
- USS Cadmus (AR-14)
- USS Caelum ()
- USS Caesar ()
- USS Cahaba ()
- USS Cahokia (ATA-186)
- USS Cahto ()
- USS Cahuilla ()
- USS Caiman (SS-323)
- USS Cairo (1861)
- USS Calabash ()
- USS Caladesi ()
- USS Calamares ()
- USS Calamianes ()
- USS Calamus ()
- USS Calcaterra (DE-390)
- USS Caldwell (DD-69, DD-605)
- USS Caledonia (1812, AK-167)
- USS Calhoun ()
- USS Calhoun County (LST-519)
- USS Calibogue ()
- USS Caliente (AO-53)
- USS California (1867, ACR-6, SP-249, SP-647, BB-44, CGN-36, SSN-781)
- USS Californian ()
- USS Caliph ()
- USS Calistoga ()
- USS Callaghan (DD-792, DDG-994)
- USS Callao
- USS Callaway ()
- USS Callisto ()
- USS Caloosahatchee (AO-98)
- USS Calumet (, )
- USS Calvert (, )
- USS Calypso
- USS Camanche (1864, )
- USS Camanga ()
- USS Camano ()
- USS Cambria ()
- USS Cambridge (1860, No. 1651, CA-126)
- USS Camden (AS-6, AOE-2)
- USS Camel
- USS Camelia ()
- USS Camellia ()
- USS Camia ()
- USS Camp (FFR-251)
- USS Canandaigua (1862, 1901, IX-233, PC-1246)
- USS Canarsee ()
- USS Canary ()
- USS Canasatego ()
- USS Canberra (CA-70, LCS-30)
- USS Candid ()
- USS Candoto ()
- USS Caney ()
- USS Canfield ()
- USS Canibas ()
- USS Canisteo (AO-99)
- USS Cannon ()
- USS Canocan ()
- USS Canon (PG-90)
- USS Canonicus (1863, 1899, YT-187, ACM-12)
- USS Canopus (AS-9, AS-34)
- USS Canotia (AN-47)
- USS Canton (1913)
- USS Canuck (YTB-379)
- USS Cap Finisterre (1911)
- USS Capable (AM-155, AGOS-16)
- USS Cape (MSI-2)
- USS Cape Alexander (AK-5010)
- USS Cape Ann (AK-5009)
- USS Cape Archway (AK-5011)
- USS Cape Avinof (AK-5013)
- USS Cape Blanco (AK-5060)
- USS Cape Borda (AK-5058)
- USS Cape Bover (AK-5057)
- USS Cape Breton (AK-5056)
- USS Cape Cod (AD-43)
- USS Cape Decision (AKR-5054)
- USS Cape Diamond (AKR-5055)
- USS Cape Domingo (AKR-5053)
- USS Cape Douglas (AKR-5052)
- USS Cape Ducato (AKR-5051)
- USS Cape Edmont (AKR-5069)
- USS Cape Esperance (CVE-88)
- USS Cape Farewell (AK-5073)
- USS Cape Fear (AK-5061)
- USS Cape Flattery (AK-5070)
- USS Cape Florida (AK-5071)
- USS Cape Gibson (AK-5051)
- USS Cape Girardeau (AK-2039)
- USS Cape Gloucester (CVE-109)
- USS Cape Henry (No. 3056, AKR-5067)
- USS Cape Horn (AKR-5068)
- USS Cape Hudson (AKR-5066)
- USS Cape Inscription (AKR-5076)
- USS Cape Intrepid (AKR-11)
- USS Cape Isabel (AKR-5062)
- USS Cape Island (AKR-10)
- USS Cape Jacob (AK-5029)
- USS Cape John (AK-5022)
- USS Cape Johnson (AP-172, AK-5075)
- USS Cape Juby (AK-5077)
- USS Cape Kennedy (AKR-5083)
- USS Cape Knox (AKR-5082)
- USS Cape Lambert (AKR-5077)
- USS Cape Lobos (AKR-5078)
- USS Cape Lookout (No. 3214)
- USS Cape May (No. 3520, AKR-5063)
- USS Cape Mendocino (AKR-5064)
- USS Cape Mohican (AKR-5065)
- USS Cape Nome (AK-1014)
- USS Cape Orlando (AKR-2044)
- USS Cape Race (AKR-9960)
- USS Cape Ray (AKR-9679) – wird 2014 zur Zerstörung von Chemischen Waffen aus Syrien eingesetzt[1]
- USS Cape Rise (AKR-9678)
- USS Cape Romain (No. 2970)
- USS Cape St. George (CG-71)
- USS Cape Taylor (AKR-113)
- USS Cape Texas (AKR-112)
- USS Cape Trinity (AKR-9711)
- USS Cape Victory (AKR-9701)
- USS Cape Vincent (AKR-9666)
- USS Cape Washington (AKR-9961)
- USS Cape Wrath (AKR-9962)
- USS Capelin (SS-289)
- USS Capella (AK-13, AKR-293)
- USS Caperton (DD-650)
- USS Capitaine (AGSS-336)
- USS Capodanno (FF-1093)
- USS Capps (DD-550)
- USS Caprice (No. 703, PG-90)
- USS Capricornus (LKA-57)
- USS Capt. Stephen L. Bennett (AK-4296)
- USS Captain Arlo L. Olson (AK-245)
- USS Captiva (YFB-25)
- USS Captivate (AM-156)
- USS Captor (PYc-40)
- USS Caracara (AMC-40)
- USS Carascan (YTB-511)
- USS Caravan (AM-157)
- USS Carbonero (SS-337)
- USS Card (CVE-11)
- USS Cardinal (AM-6, AM-67, AMS-4, MHC-60)
- USS Cardinal O'Connell (T-AKV-7)
- USS Cariama (AM-354)
- USS Carib (No. 1765, ATF-82)
- USS Caribou (IX-114)
- USS Carina (AK-74)
- USS Carl R. Gray (No. 2671)
- USS Carl Vinson (CVN-70)
- USS Carlisle (APA-69)
- USS Carlotta (No. 1785)
- USS Carlson (DE-9)
- USS Carmick (DD-493)
- USS Carmita (1862, IX-152)
- USS Carnation (1863)
- USS Carnegie (CVE-38)
- USS Carnelian (PY-19)
- USS Carney (DDG-64)
- USS Carola IV (No. 812)
- USS Carolina ()
- USS Caroline ()
- USS Caroline County (LST-525)
- USS Carolinian ()
- USS Carolita ()
- USS Caron (DD-970)
- USS Carondelet (1861, IX-136)
- USS Carp (SS-20, SS-338)
- USS Carpellotti (APD-136)
- USS Carpenter (DD-825)
- USS Carr (FFG-52)
- USS Carrabasset (, )
- USS Carrie Clark ()
- USS Carrillo ()
- USS Carroll ()
- USS Carronade (LFR-1)
- USS Carson City ()
- USS Carter ()
- USS Carter Hall (LSD-3, LSD-50)
- USS Carteret ()
- USS Casa Grande (LSD-13)
- USS Casablanca (CVE-55)
- USS Cascade (AD-16)
- USS Casco (1864, 1910, AVP-12)
- USS Case (, )
- USS Casimir Pulaski (SSBN-633)
- USS Casinghead ()
- USS Casper ()
- USS Caspian ()
- USS Cassin (DD-43, DD-372)
- USS Cassin Young (DD-793)
- USS Cassiopeia ()
- USS Cassius ()
- USS Castine (PG-6, PC-452/IX-211)
- USS Castle ()
- USS Castle Rock ()
- USS Castor (1869, AKS-1)
- USS Castro ()
- USS Caswell ()
- USS Catalpa (, )
- USS Catamount (LSD-17)
- USS Catawba (1864, YT-32, ATA-210, ATF-168)
- USS Catbird ()
- USS Catclaw ()
- USS Cates ()
- USS Catfish (SS-339), später in Argentinien als ARA Santa Fe
- USS Catherine Johnson ()
- USS Catoctin ()
- USS Catron (APA-71)
- USS Catskill (1862, AP-106)
- USS Caution ()
- USS Cauto ()
- USS Cavalier ()
- USS Cavalla (SS-244, SSN-684)
- USS Cavallaro (APD-128)
- USS Cayuga (1861, 1892, LST-1186)

## Ce
- USS Cebu (ARG-6)
- USS Cecil (APR-4, APA-96)
- USS Cecil J. Doyle (DE-368)
- USS Cedar (1917)
- USS Cedar Creek (AO-138/T-AO-138)
- USS Celebes (ID-2680)
- USS Celeno (AK-76)
- USS Celeritas (SP-665)
- USS Celtic (AF-2, IX-137)
- USS Centaur (1863)
- USS Centaurus (AK-66/AKA-17, AK-264)
- USS Centipede (1814)
- USS Cepheus (AK-67/AKA-18, AK-265)
- USS Cerberus (ARL-43)
- USS Ceres (1856)
- USS Cero (SP-1189, SS-225)
- USS Cetus (AK-77)

## Ch
- USS Chachalaca ()
- USS Chafee (DDG-90)
- USS Chaffee ()
- USS Chaffinch (, )
- USS Chahao ()
- USS Chain (AGOR-17)
- USS Chalcedony ()
- USS Challenge (, ATA-201)
- USS Challenger ()
- USS Chambers (DER-391)
- USS Chame ()
- USS Champion (1777, 1863, AM-134, MCM-4)
- USS Champlin (DD-104, DD-601)
- USS Chanagi ()
- USS Chancellorsville (CG-62)
- USS Chandeleur ()
- USS Chandler (DD-206, DDG-996)
- USS Change ()
- USS Chanticleer ( ASR-7)
- USS Chara (AE-31)
- USS Charger (CVE-30)
- USS Charles Ausburn (DD-294, DD-570)
- USS Charles B. Mason ()
- USS Charles Berry (DE-1035)
- USS Charles Carroll (APA-28)
- USS Charles E. Brannon ()
- USS Charles F. Adams (DDG-2)
- USS Charles F. Hughes (DD-428)
- USS Charles H. Davis (AGOR-5)
- USS Charles H. Roan (DD-853)
- USS Charles J. Badger (DD-657)
- USS Charles J. Kimmel (DE-584)
- USS Charles Lawrence (APD-37)
- USS Charles Mann ()
- USS Charles P. Cecil (DD-835)
- USS Charles P. Crawford ()
- USS Charles P. Kuper ()
- USS Charles Phelps ()
- USS Charles R. Greer ()
- USS Charles R. Ware (DD-865)
- USS Charles S. Sperry (DD-697)
- USS Charles Whittemore ()
- USS Charleston (1798, C-2, C-22, PG-51, LKA-113)
- USS Charlevoix ()
- USS Charlotte (1862, CA-12, PF-60, SSN-766)
- USS Charlottesville (PF-25)
- USS Charlton (AKR-314)
- USS Charlton Hall ()
- USS Charmain II ()
- USS Charr (SS-328)
- USS Charrette (DD-581)
- USS Chase (DD-323, DE-158)
- USS Chase County (LST-532)
- USS Chase S. Osborne ()
- USS Chaska ()
- USS Chateau Thierry ()
- USS Chatelain (DE-149)
- USS Chatham ( CVE-32)
- USS Chatot ()
- USS Chattahoochee (AOG-82)
- USS Chattanooga (C-16, CL-118)
- USS Chatterer (, MSCO-40)
- USS Chaumont ()
- USS Chauncey (DD-3, DD-296, DD-667)
- USS Chauvenet (AGS-29)
- USS Chawasha ()
- USS Chebaulip ()
- USS Cheboygan County (LST-533)
- USS Chegodega ()
- USS Chehalis (PG-94)
- USS Chekilli ()
- USS Cheleb (AK-138)
- USS Chemung (AT-18, AO-30)
- USS Chenango (1863, CVE-28)
- USS Chengho ()
- USS Chepachet (AOT-78)
- USS Chepanoc ()
- USS Cherokee ( , )
- USS Chesapeake (1799, AOT-5084)
- USS Chestatee ()
- USS Chester (CL-1, CA-27)
- USS Chester T. O'Brien (DE-421)
- USS Chestnut ()
- USS Chestnut Hill ()
- USS Chetco ()
- USS Chevalier (DD-451, DD-805)
- USS Chew (DD-106)
- USS Chewaucan (AOG-50)
- USS Chewink (, )
- USS Cheyenne (1898, BM-10, CL-86, CL-117, AG-174, SSN-773)
- USS Chicago (CA-14, CA-29, CA-136, SSN-721)
- USS Chichota ()
- USS Chickadee (MSF-59)
- USS Chickasaw (1864, 1882, ATF-83)
- USS Chicolar ()
- USS Chicomico ()
- USS Chicopee (1863, AO-34)
- USS Chicot ()
- USS Chief (AMC-67, MSF-315, MCM-14)
- USS Chikaskia (AO-54)
- USS Childs (DD-241/AVP-14/AVD-1)
- USS Chilhowee ()
- USS Chilkat ()
- USS Chillicothe (1862)
- USS Chilton (LPA-38)
- USS Chilula ()
- USS Chimaera ()
- USS Chimango (, )
- USS Chimariko (ATF-154)
- USS Chimo (1864, )
- USS Chimon ()
- USS Chinaberry ()
- USS Chinampa ()
- USS Chincoteague ()
- USS Chingachgook ()
- USS Chinook (PC-9)
- USS Chinquapin ()
- USS Chipola (AO-63)
- USS Chipper ()
- USS Chippewa (1813, 1815, 1861, AT-69)
- USS Chiquito ()
- USS Chiron ()
- USS Chivo (SS-341)
- USS Chiwaukum ()
- USS Chiwawa ()
- USS Chloris (ARVE-4)
- USS Choctaw (1856, YT-26, 1918, YT-114, ATF-70)
- USS Chocura (, )
- USS Chohonaga ()
- USS Cholocco ()
- USS Chopper (SS-342)
- USS Choptank ()
- USS Chosin (CG-65)
- USS Chotank ()
- USS Chotauk ()
- USS Chourre ()
- USS Chowanoc (ATF-100)
- USS Christabel ()
- USS Christiana ()
- USS Christine (, )
- USS Christopher ()
- USS Chub (SS-329)
- USS Chukawan (AO-100)
- USS Chukor ()
- USS Chung-Hoon (DDG-93)
- USS Churchill County (LST-583)

## Ci
- USS Cigarette (No. 1234)
- USS Cimarron (1862, AO-22, AO-177)
- USS Cinchona (YN-7)
- USS Cincinnati (C-7, CL-6, SSN-693, LCS-20)
- USS Cinnabar (IX-163)
- USS Cinnamon (YN-69)
- USS Circassian (1862)
- USS Circe (1864, AKA-25)
- USS Cisco (SS-290)
- USS City of Corpus Christi (SSN-705)
- USS City of Dalhart (IX-156)
- USS City of Lewes (No. 383)
- USS City of South Haven (No. 2527)

## Cl
- USS Claiborne (AK-171)
- USS Clamagore (SS-343)
- USS Clamour (AM-160)
- USS Clamp (ARS-33)
- USS Clara Dolsen (1862)
- USS Clare (No. 2774)
- USS Clarence K. Bronson (DD-668)
- USS Clarence L. Evans (DE-113)
- USS Clarendon (APA-72)
- USS Clarinda (YP-185)
- USS Clarion (AK-172)
- USS Clark (DD-361, FFG-11)
- USS Clarke County (LST-601)
- USS Clash (PG-91)
- USS Claud Jones (DE-1033)
- USS Claude V. Ricketts (DDG-5)
- USS Claxton (DD-140, DD-571)
- USS Clay (APA-39)
- USS Clearfield (APA-142)
- USS Cleburne ()
- USS Clematis ()
- USS Clemson (DD-186)
- USS Cleo ()
- USS Clermont ()
- USS Cleveland (C-19, CL-55, LPD-7, LCS-31)
- USS Cliffrose ()
- USS Clifton
- USS Clifton Sprague (FFG-16)
- USS Climax ()
- USS Clinton (, LPA-144)
- USS Clio (, )
- USS Cloues ()
- USS Clover (, )
- USS Clyde (, )
- USS Clytie ()

## Co
- USS Coastal Battleship No. 1 (BB-1)
- USS Coastal Battleship No. 2 (BB-2)
- USS Coastal Battleship No. 4 (IX-6)
- USS Coastal Crusader (AGS-36)
- USS Coasters Harbor ()
- USS Coates (DE-685)
- USS Coatopa ()
- USS Cobbler (SS-344)
- USS Cobia (AGSS-245)
- USS Cobra ()
- USS Cochali ()
- USS Cochino (SS-345)
- USS Cochise ()
- USS Cochrane (DDG-21)
- USS Cockatoo ()
- USS Cockenoe ()
- USS Cockrill (DE-398)
- USS Coco (SP-110)
- USS Coconino County (LST-603)
- USS Cocopa (ATF-101)
- USS Cod (SS-224)
- USS Codington ()
- USS Cofer (APD-62)
- USS Coffman (DE-191)
- USS Coghlan (DD-326, DD-606)
- USS Cogswell ()
- USS Cohasset (1860, 1918, IX-198)
- USS Cohocton ()
- USS Cohoes (1867, ANL-78)
- USS Colahan (DD-658)
- USS Colbert ()
- USS Cole (DD-155, DDG-67)
- USS Colfax ()
- USS Colhoun (DD-85/APD-2, DD-801)
- USS Colington ()
- USS Colleen ()
- USS Colleton (APB-36)
- USS Collett (DD-730)
- USS Collier (1864)
- USS Collingsworth (LPA-146)
- USS Colonel Harney ()
- USS Colonel Kinsman ()
- USS Colonel William J. O'Brien (AK-246)
- USS Colonial (LSD-18)
- USS Colorado (1856, ACR-7, BB-45, SSN-788)
- USS Colossus (1864, 1869)
- USS Colquitt ()
- USS Columbia (1836, 1862, 1864), C-12, AG-9, CL-56, AOT-182, SSN-771)
- USS Columbine ()
- USS Columbus (1774, 1819, CA-74, SSN-762)
- USS Colusa ()
- USS Comanche ()
- USS Combat ()
- USS Comber ()
- USS Comet (AKR-7)
- USS Cometa ()
- USS Comfort ((T-AH-20))
- USS Commander ()
- USS Commencement Bay (CVE-105)
- USS Commerce ()
- USS Commodore ()
- USS Commodore Barney ()
- USS Commodore Hull ()
- USS Commodore Jones ()
- USS Commodore Maury ()
- USS Commodore McDonough ()
- USS Commodore Morris ()
- USS Commodore Perry (1859)
- USS Commodore Read ()
- USS Commodore Truxtun ()
- USS Compass Island (AG-153)
- USS Compel ()
- USS Competent ()
- USS Compton (DD-705)
- USS Comstock (LSD-19, LSD-45)
- USS Comte De Grasse (DD-974)
- USS Conanicut ()
- USS Conasauga ()
- USS Conchardee ()
- USS Concho ()
- USS Concise ()
- USS Concord (1828, PG-3, 1917 CL-10, T-AFS-5)
- USS Condor (MSCO-5)
- USS Cone (DD-866)
- USS Conecuh ()
- USS Conemaugh (1862, AOG-62)
- USS Conestoga (1861, 1862, 1917 AT-54)[2]
- USS Confederacy (1778)
- USS Confiance ()
- USS Conflict (MSO-426)
- USS Congaree ()
- USS Conger (SS-477)
- USS Congress (1776, 1777, 1799, 1841, 1868, 1918)
- USS Conklin ()
- USS Connecticut (1776, 1799, 1861, BM-8, BB-18, SSN-22)
- USS Conner (DD-72, DD-582)
- USS Connewango ()
- USS Connole (FF-1056)
- USS Connolly ()
- USS Conohasset ()
- USS Conolly (DD-979)
- USS Conqueror ()
- USS Conquest (MSO-488)
- USS Conserver (ARS-39)
- USS Consolation (AH-15)
- USS Consort ()
- USS Constance II ()
- USS Constant (MSO-427)
- USS Constantia ()
- USS Constellation (1797, 1854, CV-64)
- USS Constitution
- USS Contender (AGOS-2)
- USS Content ()
- USS Contocook (AT-36)
- USS Contoocook (1864)
- USS Control (AM-164)
- USS Converse (DD-291, DD-509)
- USS Conway (DD-70, DD-507)
- USS Cony (DD-508)
- USS Conyngham (DD-5, DD-371, DDG-17)
- USS Cook (APD-130, FF-1083)
- USS Cook Inlet (AVP-36)
- USS Coolbaugh (DE-217)
- USS Cooner (DE-172)
- USS Coontz (DDG-40)
- USS Cooper (DD-695)
- USS Coos Bay (AVP-25)
- USS Copahee (CVE-12)
- USS Copeland (FFG-25)
- USS Coquet (1906)
- USS Cor Caroli (AK-91)
- USS Coral (PY-15)
- USS Coral Sea (CVE-57, CV-43)
- USS Corbesier (DE-438)
- USS Corbitant (YT-354)
- USS Cordova (CVE-39)
- USS Corduba (AF-32)
- USS Core (CVE-13)
- USS Corinthia ()
- USS Corkwood ()
- USS Cormorant (AM-40, MSC-122, MHC-57)
- USS Cornel (AN-45)
- USS Cornhusker State (ACS-6)
- USS Cornubia (1864)
- USS Corona (1905)
- USS Coronado (PF-38, AGF-11, LCS-4)
- USS Coronet (SP-194)
- USS Coronis (ARL-10)
- USS Corozal (1911)
- USS Corporal (SS-346)
- USS Corporation (1814)
- USS Corpus Christi (PG-152, SSN-705)
- USS Corpus Christi Bay (ARVH-1)
- USS Corregidor (CVE-58)
- USS Corry (DD-334, DD-463, DD-817)
- USS Corsair (SP-159, SS-435)
- USS Corson (AVP-37)
- USS Cortland (APA-75)
- USS Corundum (IX-164)
- USS Corvina (SS-226)
- USS Corvus (AKA-26)
- USS Corwin (1849, 1876)
- USS Corypheus (1862)
- USS Coshecton (YTB-404)
- USS Cossack (No. 695)
- USS Cossatot (AO-77)
- USS Cotinga (AMC-43, AMCU-22)
- USS Cotten (DD-669)
- USS Cottle (APA-147)
- USS Coucal (ASR-8)
- USS Counsel (MSF-165)
- USS Courage (PG-70)
- USS Courier (1861, 1912, AMC-72)
- USS Courlan (AMC-44, AMS-44)
- USS Courser (AMC-32, AMS-6)
- USS Courtenay P (No. 899)
- USS Courtney (DE-1021)
- USS Cove (MSI-1)
- USS Covington (1863, ID 1409, PF-56)
- USS Cowanesque (AO-79)
- USS Cowell (DD-167, DD-547)
- USS Cowie (DD-632)
- USS Cowpens (CVL-25, CG-63)
- USS Cowslip (1863)
- USS Coyote (No. 84)
- USS Cozy (No. 556)
- USS Cpl. Louis J. Hauge, Jr. (AK-3000)

## Cr
- USS Crag ()
- USS Craighead ()
- USS Crane (DD-109)
- USS Crane Ship No. 1 (AB-1)
- USS Craster Hall ()
- USS Crater (AK-70)
- USS Craven (TB-10, DD-70, DD-382)
- USS Cread (APD-88)
- USS Creamer ()
- USS Creddock ()
- USS Credenda ()
- USS Cree (ATF-84)
- USS Crenshaw ()
- USS Creon ()
- USS Crescent City ()
- USS Crest ()
- USS Crevalle (SS-291)
- USS Criccieth ()
- USS Cricket ()
- USS Crittenden ()
- USS Croaker ()
- USS Croatan (CVE-14, CVE-25)
- USS Crockett (PG-88)
- USS Crocus (, )
- USS Crommelin (FFG-37)
- USS Cromwell (DE-1014)
- USS Cronin (DE-704)
- USS Crosby (APD-17)
- USS Crosley (APD-87)
- USS Cross ()
- USS Crossbill (, )
- USS Crouter ()
- USS Crow (, )
- USS Crowley ()
- USS Crownblock ()
- USS Crowninshield (DD-134)
- USS Cruise (MSF-215)
- USS Crusader (1858, ARS-2)
- USS Crux (AK-115)
- USS Crystal ()

## Cu
- USS Cubera ()
- USS Culebra Island ()
- USS Culgoa (AF-3)
- USS Cullman ()
- USS Cumberland (1842, AO-153)
- USS Cumberland Sound (AV-17)
- USS Cummings (DD-44, DD-365)
- USS Curacao ()
- USS Curb (ARS-21)
- USS Curlew (1863, AM-8, AM-69, AMS-8)
- USS Current (ARS-22)
- USS Currier (DE-700)
- USS Currituck (AV-7)
- USS Curtis W. Howard ()
- USS Curtis Wilbur (DDG-54)
- USS Curtiss (AVB-4)
- USS Curts (FFG-38)
- USS Cusabo (ATF-155)
- USS Cushing (TB-1, DD-55, DD-376, DD-797, DD-985)
- USS Cusk ()
- USS Cusseta ()
- USS Custer ()
- USS Cutlass (SS-478)
- USS Cuttlefish (SS-11, SS-171)
- USS Cuttyhunk Island ()
- USS Cuyahoga ()
- USS Cuyama ()

## Cy
- USS Cyane (1806, 1837, YFB-4)
- USS Cybele ()
- USS Cyclone (PC-1)
- USS Cyclops (1869, 1910)
- USS Cygnus ()
- USS Cymophane ()
- USS Cypress ()
- USS Cyrene (AGP-13)
- USS Cythera ()